# Yichun (Heilongjiang)
Yichun (chiń. 伊春; pinyin Yīchūn) – miasto o statusie prefektury miejskiej w północno-wschodnich Chinach, w prowincji Heilongjiang, u podnóża Małego Chinganu, nad rzeką Sungari. W 2010 roku liczba mieszkańców miasta wynosiła 156 836. Prefektura miejska w 1999 roku liczyła 1 313 335 mieszkańców. Jeden z głównych ośrodków produkcji drewna w Chinach; ponadto przemysłu spożywczego i materiałów budowlanych.
9 kilometrów od centrum miasta znajduje się lotnisko Yichun Lindu.

## Podział administracyjny
Prefektura miejska Yichun podzielona jest na:
- 15 dzielnic: Yichun, Nancha, Youhao, Xilin, Cuiluan, Xinqing, Meixi, Jinshantun, Wuying, Wumahe, Tangwanghe, Dailing, Wuyiling, Hongxing, Shangganling,
- miasto: Tieli,
- powiat: Jiayin.